# Alaunt

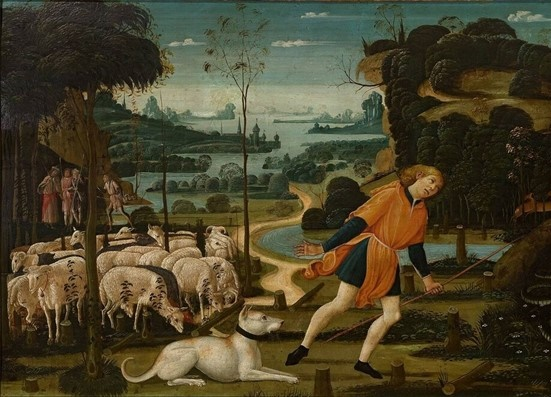
Alaunti na středověké rytině

Alaunt byl robustní pracovní pes používaný ve středověké Evropě. Dostal název podle kočovného kmene Alanů, kteří je ve své původní domovině okolo Kaspického moře používali k hlídání stád i k lovu zvěře. Za příbuzné původních alanských psů jsou pokládána středoasijská pastevecká plemena tobet a torkuz. Koncem 4. století vpadli Alani do Evropy a jejich psi se začali křížit s místními molossoidními plemeny, pocházejícími od kmene Molossů z Epiru.
Alaunti nikdy nevytvořili přesně definované plemeno, lišili se délkou srsti i tvarem hlavy. Hrabě Gaston Phoeubus ve svém spise z roku 1387 rozlišuje tři typy: nejštíhlejší alaunt gentil používaný jako honič, následoval alaunt veautre připomínající dogu a nejsilnější alaunt de boucherie se uplatňoval v psích zápasech a armádě. Alaunti vymizeli v 17. století, za jejich nejbližšího potomka je považován španělský alano, z tohoto základu pochází rovněž italský corso pes nebo neapolský mastin. Existují také novodobé pokusy o vyšlechtění plemen co nejpodobnějších původním alauntům, jako je americký allaunt.